# کرگدن جاوه‌ای
کرگدن جاوه‌ای (Rhinoceros sondaicus) گونه‌ای از خانوادهٔ کرگدن‌ها است. این کرگدن بومی آسیا است. این حیوان طولی در حدود ۳/۱ تا ۳/۲ متر و ارتفاعی در حدود ۱/۴ تا ۱/۷ متر دارد. شاخ این حیوان در حالت عادی اندازه‌ای کمتر از ۲۵ سانتیمتر دارد، که کوچکتر از سایر گونه‌های کرگدن هاست.
زمانی پراکندگی کرگدن جاوه‌ای دامنهٔ وسیعی از جزایر اندونزی تا آسیای جنوبی و هند و چین را شامل می‌شد. هم‌اکنون این گونه در معرض خطر انقراض جدی قرار دارد. فقط دو دسته جمعیت آن‌ها در طبیعت یافت می‌شود و در باغ وحش‌ها جمعیتی از آن‌ها وجود ندارد. این حیوان نادرترین پستاندار بزرگ روی کره زمین است.
این حیوان در طبیعت می‌تواند ۳۵ تا ۴۰ سال عمر داشته باشد. زیستگاه اصلی این حیوان جنگلهای بارانی و زمینهای مرطوب است. کرگدن‌های جاوه‌ای اغلب به صورت فردی زندگی می‌کنند. بالغ‌ها به غیر از انسان دشمن دیگری در طبیعت ندارند. این حیوان اغلب از انسانها دوری می‌کند، ولی دیده شده که در هنگام احساس خطر حمله کند. در مورد این گونه به نسبت سایر کرگدن‌ها مطالعهٔ کمتری صورت گرفته‌است.